# Gunningen
Gunningen település Németországban, azon belül Baden-Württembergben. Lakosainak száma 772 fő (2023. december 31.). Gunningen Spaichingen községgel határos.

## Népesség
A település népessége az elmúlt években az alábbi módon változott:
| Lakosok száma | 405  | 428  | 462  | 511  | 560  | 650  | 706  | 712  | 689  | 772  |
|               | 1961 | 1967 | 1974 | 1980 | 1986 | 1993 | 1999 | 2005 | 2012 | 2023 |